# Amauronematus
Amauronematus is een geslacht van  echte bladwespen (familie Tenthredinidae).

## Soorten
- A. abnormis (Holmgren, 1883)
- A. acutiserra Lindqvist, 1974
- A. aeger Konow, 1895
- A. alberich Benson, 1934
- A. albomarginatus (Lindqvist, 1974)
- A. alpicola Konow, 1895
- A. amentorum (Forster, 1854)
- A. amicula Saarinen, 1950
- A. amplus Konow, 1895
- A. analis (Lindqvist, 1961)
- A. anthracinus Lindqvist, 1959
- A. arvii Vikberg, 1982
- A. atratus Lindqvist, 1961
- A. berolinensis (Muche, 1971)
- A. betulae Schmidt, 1997
- A. boreoalpinus (Lindqvist, 1961)
- A. branderi Lindqvist, 1969
- A. brevilabris (Malaise, 1921)
- A. carbonarius Hellen, 1951
- A. compactus Bogacheva, 1977
- A. cornutus Lindqvist, 1962
- A. crassiserra Lindqvist, 1959
- A. dahlbomi (C. G. Thomson, 1871)
- A. eiteli Saarinen, 1949
- A. enslini Lindqvist, 1959
- A. erectus Lindqvist, 1945
- A. fasciatus Konow, 1897
- A. galbiventris Lindqvist, 1959
- A. glacialis Jakovlev, 1891
- A. godmani Benson, 1955
- A. groenlandicus Malaise, 1933
- A. harpicola Bogacheva, 1977
- A. hartigi Saarinen, 1950
- A. hebes Konow, 1907
- A. hedstroemi Malaise, 1931
- A. helleni Lindqvist, 1941
- A. histrio (Serville, 1823)
- A. hololeucopus (A. Costa, 1890)
- A. humeralis (Serville, 1823)
- A. hyperboreus (C. G. Thomson, 1871)
- A. krausi Taeger & Blank, 1998
- A. lanceatus Hellen, 1970
- A. lateralis Konow, 1896
- A. latiserra (Malaise, 1921)
- A. leucolenus (Zaddach, 1883)
- A. lindqvisti Hellen, 1951
- A. longicauda (Hellen, 1948)
- A. longiserra (C. G. Thomson, 1862)
- A. macrophthalmus Lindqvist, 1959
- A. malaisei Hellen, 1970
- A. mcluckiei Benson, 1935
- A. microphyes (Forster, 1854)
- A. miltonotus (Zaddach, 1883)
- A. mimus Schmidt, 1997
- A. montanus (Lindqvist, 1961)
- A. mundus Konow, 1895
- A. neglectus (W. F. Kirby, 1882)

- A. nigrinus Schmidt, 1997
- A. nimbus Benson, 1960
- A. nitens Lindqvist, 1977
- A. nitidipleuris Malaise, 1931
- A. nuorbinjargi Saarinen, 1949
- A. nylundi Lindqvist, 1969
- A. obscuripes (Holmgren, 1883)
- A. opacipleuris Konow, 1895
- A. pacificus Malaise, 1931
- A. pallicercus (Hartig, 1837)
- A. pallidior Hellen, 1970
- A. poppii Konow, 1904
- A. propinquus Saarinen, 1950
- A. pseudofasciatus Lindqvist, 1969
- A. punctulatus (Lindqvist, 1961)
- A. puniceus (Christ, 1791)
- A. pyrenaeus Lacourt, 1995
- A. ranini Lindqvist, 1960
- A. rectiserra (Lindqvist, 1971)
- A. rubiginosus Hellen, 1951
- A. rufomacula Malaise, 1931
- A. rufus Konow, 1896
- A. saarineni Lindqvist, 1945
- A. sagmarius Konow, 1895
- A. schlueteri Enslin, 1915
- A. semilacteus (Zaddach, 1883)
- A. sempersolis Kiaer, 1898
- A. septentrionalis Saarinen, 1950
- A. sollemnis Konow, 1895
- A. speciosus Hellen, 1951
- A. stenogaster (Forster, 1854)
- A. striatus (Hartig, 1837)
- A. subfuscus Schmidt, 1997
- A. subnitens Saarinen, 1950
- A. sulciceps (Lindqvist, 1959)
- A. temporalis Hellen, 1970
- A. tenuis Schmidt, 1997
- A. tenuiserra Lindqvist, 1944
- A. tillbergi Malaise, 1920
- A. toeniatus (Serville, 1823)
- A. totus Saarinen, 1950
- A. tunicatus (Zaddach, 1883)
- A. variabilis Malaise, 1931
- A. varians Lindqvist, 1962
- A. variator (Ruthe, 1859)
- A. viduatinus Malaise, 1931
- A. viduatoides Lindqvist, 1959
- A. viduatus (Zetterstedt, 1838)
- A. vittatus (Serville, 1823)
- A. zaitzevi Enslin, 1919